# Grismadox mboitui
Grismadox mboitui (лат.) — вид мирмекоморфных пауков рода Grismadox из семейства Corinnidae (Castianeirinae). Назван в честь мифологической фигуры индейцев гуарани Mbói Tu'ĩ (монстр имеет облик огромной змеи с огромной головой попугая и огромным клювом). Однако в разделе этимологии первичной публикации было неверно указано, что Mbói = попугай и tu’ĩ = змея (на языке гуарани), в то время как на самом деле это неверная транскрипция и верна обратная: Mbói = змея и tu’ĩ = попугай.

## Распространение
Южная Америка: Парагвай. Эпигейные биотопы в саванноподобных водно-болотных угодьях в гумидном районе Чако (Ñeembucú Wetlands Complex).

## Описание
Мелкий паук, длина около 5 мм. Карапакс тёмно-оранжевый до коричневого с чёрными крапинками, почти полностью чёрный латерально и фронтально. Короткие белые волоски редкие на передней 1/3 карапакса, переходящие в относительно равномерные фронтально. Самая тёмная часть карапакса у основания хелицер. Ноги тёмно-оранжевые до коричневых, с продольными полосами от жёлтых до прозрачных, тазик I тёмно-коричневый, IV светло-коричневый, остальные белые до жёлтых. Стернум оранжево-коричневый с пёстрыми чёрными пятнами. Брюшко равномерно чёрное, в основании тёмно-красно-коричневое. Отличается от сородичей следующими признаками: педипальпы с четырьмя с половиной витками (против трёх, четырёх или пяти); ретролатеральные голенные апофизы (RTA) вентрально значительно крупнее, чем у других видов; сужение между сперматеками ST I и ST II умеренное (против отсутствия или отчётливого); копуляторное отверстие (СО) немного переднелатеральнее сперматеки ST (против далеко впереди); карапакс оранжевый (против тёмно-коричневого до чёрного, сероватого или желтоватого). Все экземпляры были пойманы с помощью ловушек в период с декабря по февраль. Этот вид является имитатором муравья-формицина (вероятно, Camponotini), но данные о потенциальных муравьях не были собраны. Вид был впервые описан в 2021 году зоологом Броганом Петтом (Brogan Loise Pett; Бельгия, Великобритания) под названием Myrmecotypus mboitui Pett, 2021, а в 2022 году включён в состав рода Grismadox.